# Carin II
Die Carin II (zweimal Carin II, ex Theresia, ex und nun wieder Prince Charles, ex HMS Royal Albert) ist eine deutsche Luxusyacht mit Doppelrumpf aus Holz (Eiche bzw. Teak), die 1936/37 im Auftrag von Hermann Göring für ihn in Hamburg gebaut wurde. Von 1945 (Ende des Zweiten Weltkriegs) bis circa 1960 wurde sie in der Royal Navy und der britischen Rheinflottille genutzt. Von 1973 bis 1985 befand sie sich im Eigentum des Stern-Reporters Gerd Heidemann, wodurch sie 1983 in den Skandal um die vermeintlichen Hitler-Tagebücher verwickelt wurde. Sie lag von 1987 bis 2009 in Ägypten auf und wird (Stand 2015 und 2017) in el-Guna und Safaga am Roten Meer restauriert.

## Geschichte

### Carin II (1937–1946)
Das Schiff wurde ab 1936 bei der Hamburger Werft Herrmann Heidtmann nach einem Entwurf von Karl Schulte gebaut. Die Indienststellung als Carin II erfolgte am 27. Juni 1937 in Hamburg anlässlich der Anwesenheit des Ehepaars Emmy und Hermann Göring beim Deutschen Derby. Namensgeberin des Schiffes war die 1931 verstorbene erste Ehefrau Hermann Görings, Carin Göring, geb. Freiin Fock. Die Yacht diente sowohl privaten Urlaubsreisen als auch repräsentativen Zwecken. Göring benutzte sie für regelmäßige Fahrten von Hamburg nach Sylt. Erster Staatsgast an Bord war 1937 der italienische Duce, Benito Mussolini.
Eine Besonderheit des Dienstbetriebs auf der Yacht war, dass die Stammbesatzung von vier Mann im Dienst durch seemännisches Personal der Luftwaffe ergänzt wurde. Bei Fahrten in der Nord- und Ostsee wurde die Yacht ständig von einem Flugsicherungsboot der Luftwaffe begleitet, da sie nur bis Windstärke 6 seetauglich war.
Im Juli 1938 hielt sich Göring mit der Carin II in Begleitung zweier Kriegsschiffe der Kriegsmarine in der dänischen Hafenstadt Helsingør auf, um die Hamlet-Festspiele zu besuchen. Der Besuch diente jedoch offenbar politisch-repräsentativen Zwecken. Am 22. August 1938 besuchte Reichskanzler Adolf Hitler die Yacht in Eckernförde anlässlich einer Flottenparade der Kriegsmarine.
Im Juli/August 1939 machte Göring eine 25-tägige Reise entlang der Nordseeküste und über westdeutsche Flüsse, die als Propagandafahrt für den Vierjahresplan angesehen werden kann. Dabei fand am 25. Juli in Westerland auf Sylt eine Besprechung mit der Luftwaffenführung statt, an der u. a. Ernst Udet, Erhard Milch und Hans Jeschonnek teilnahmen.
Im Zweiten Weltkrieg wurde die Yacht nicht mehr genutzt. Im März 1945 wurde sie, vermutlich, um eine Beschlagnahme durch die anrückende Rote Armee zu verhindern, von Spandau nach Mölln überführt. Möglicherweise wurde sie bereits dort von Einheiten der British Army beschlagnahmt; als gesichert gilt lediglich, dass sich die Carin II am 8. Mai 1945, dem Tag der bedingungslosen Kapitulation der Wehrmacht, in Kiel befand.

### Royal Navy (1946–Ende 1950er-Jahre)
Über die Verwendung der Carin II in britischen Diensten liegen bislang keine detaillierten Informationen vor. Als gesichert gilt, dass Field Marshal Bernard Montgomery sie im August 1945 für eine Hafenrundfahrt in Kiel benutzte.
Ende 1945 wurde die Yacht offiziell von der Royal Navy übernommen und als HMS Royal Albert (nach Albert von Sachsen-Coburg und Gotha, dem Ehemann von Queen Victoria) in Dienst gestellt und zeitweise in Hamburg und Wilhelmshaven als Verkehrsboot benutzt. Die Besatzung bestand aus deutschem Personal in britischen Diensten. 1948 wurde sie als Fischereischutzboot gegen Helgoländer Fischer eingesetzt, die entgegen den Bestimmungen der britischen Militärregierung ihre alten Fischgründe um Helgoland aufsuchten. 1948 und 1950 wurde sie überholt und von britischen Offizieren zu Hafenrundfahrten in Hamburg benutzt.
Ende 1950 wurde die Yacht auf den Rhein überführt. Sie wurde in Krefeld-Uerdingen stationiert und diente nun als Motoryacht Prince Charles prinzipiell der britischen Königsfamilie, aber auch als Repräsentationsschiff der Royal Navy Rhine Flotilla. Die Stammbesatzung bestand jetzt aus britischen Marineangehörigen und deutschem Personal. Als Gäste befanden sich gelegentlich der Gatte von Königin Elisabeth II., Prinz Philip, sowie deren gemeinsamer Sohn, Prinz Charles (* 1948), nach dem die Yacht benannt worden war, als Passagiere an Bord.
Im Juni 1954 wurde die Prince Charles von Prinzessin Margaret, der jüngeren Schwester der Königin, anlässlich von Truppenbesuchen in der Bundesrepublik Deutschland für repräsentative Zwecke genutzt. Im September 1954 diente die Yacht Herzog Philip für eine Repräsentationsreise nach Basel. Die Prince Charles führte auch eine Reise nach London durch, wobei die deutschen Besatzungsmitglieder durch Briten ersetzt wurden.
Emmy Göring gelang Ende der 1950er Jahre die Rückgabe der Yacht von der britischen Regierung, da die Carin II Privateigentum Görings gewesen war und nie militärischen Zwecken gedient hatte. Nach der Rückgabe veräußerte Göring die Yacht am 20. Oktober 1960 für 33.000 DM an einen Bonner Unternehmer, der sie nach seiner Gattin in Theresia umbenannte und für Urlaubsreisen verwendete. Zu diesem Zeitpunkt lag sie im Yachthafen Oberwinter südlich von Bad Godesberg.

### Carin II (1973–2017)
Am 28. Januar 1973 wurde die Theresia für 160.000 DM an den Hamburger Journalisten Gerd Heidemann verkauft, der seinerzeit für den Stern arbeitete und für seine Reportagen vor allem aus Krisengebieten in der Dritten Welt bekannt war; 1983 sorgte er durch die gefälschten Hitler-Tagebücher für Furore. Heidemann war nach Eigenaussage von 1976 bis 1981 mit Edda Göring, der Tochter von Emmy und Hermann Göring, liiert.
Heidemann benannte die Theresia erneut in Carin II um und versuchte, sie mit erheblichem finanziellen Aufwand bei gleichzeitiger Modernisierung wieder in ihren ursprünglichen Bauzustand zu versetzen. Die Restaurierungs- und Renovierungsmaßnahmen wurden von den Hamburger Werften Hein Garbers und Günther Lütje durchgeführt. Bis 1985 investierte Heidemann etwa eine Million DM. Dazu gehörte auch der Rückkauf von Ausrüstungsgegenständen, wie der Bordbibliothek.
Da Heidemann keinen Bootsführerschein besaß, lag die Yacht in der Regel in der Billwerder Bucht in Hamburg-Rothenburgsort. Auf ihr empfing er zahlreiche prominente Künstler, Politiker, Persönlichkeiten der Zeitgeschichte und Journalisten. Die letzten Gäste an Bord waren Anfang April 1981 Vertreter des Verlags Gruner + Jahr sowie der Ressortleiter des Stern für Zeitgeschichte Thomas Walde. Hintergrund des Treffens war der Fund der angeblichen Hitler-Tagebücher und ihre geplante Veröffentlichung. Nach seiner Verurteilung im Strafprozess um die Fälschungen der angeblichen Tagebücher war Heidemann finanziell nicht mehr in der Lage, die Yacht zu unterhalten. Sie wurde im August 1985 von der Deutschen Bank zwangsversteigert und für 270.000 DM an den ägyptischen Geschäftsmann Mustafa Karim verkauft.
Ende Januar 1987 sollte die Carin II nach Ägypten überführt werden. Hierbei geriet sie Anfang Februar vor der libyschen Küste angeblich in Seenot und lief Bengasi an. Die libyschen Behörden legten sie an die Kette; die Besatzung, darunter auch die Ehefrau Karims, die US-amerikanische Staatsbürgerin Sandra Simpson, wurde festgenommen und erst nach mehrmonatiger Haft bzw. Internierung freigelassen. Schließlich konnte die Yacht wie geplant nach Ägypten überführt werden, wo sie zuerst in Hurghada und später im Yachthafen von el-Guna nördlich von Hurghada am Roten Meer lag.
Aufgrund von Rechtsstreitigkeiten in der Familie Karims wurde die Carin II nie in Betrieb genommen. Nach Karims Tod 1993 gelang es seiner Ehefrau Sandra Simpson erst 2003, die Eigentumsrechte zugesprochen zu bekommen. Simpson verkaufte die Yacht 2009 an einen Hamburger Geschäftsmann, der sie renovieren ließ.

### Prince Charles (seit 2017)

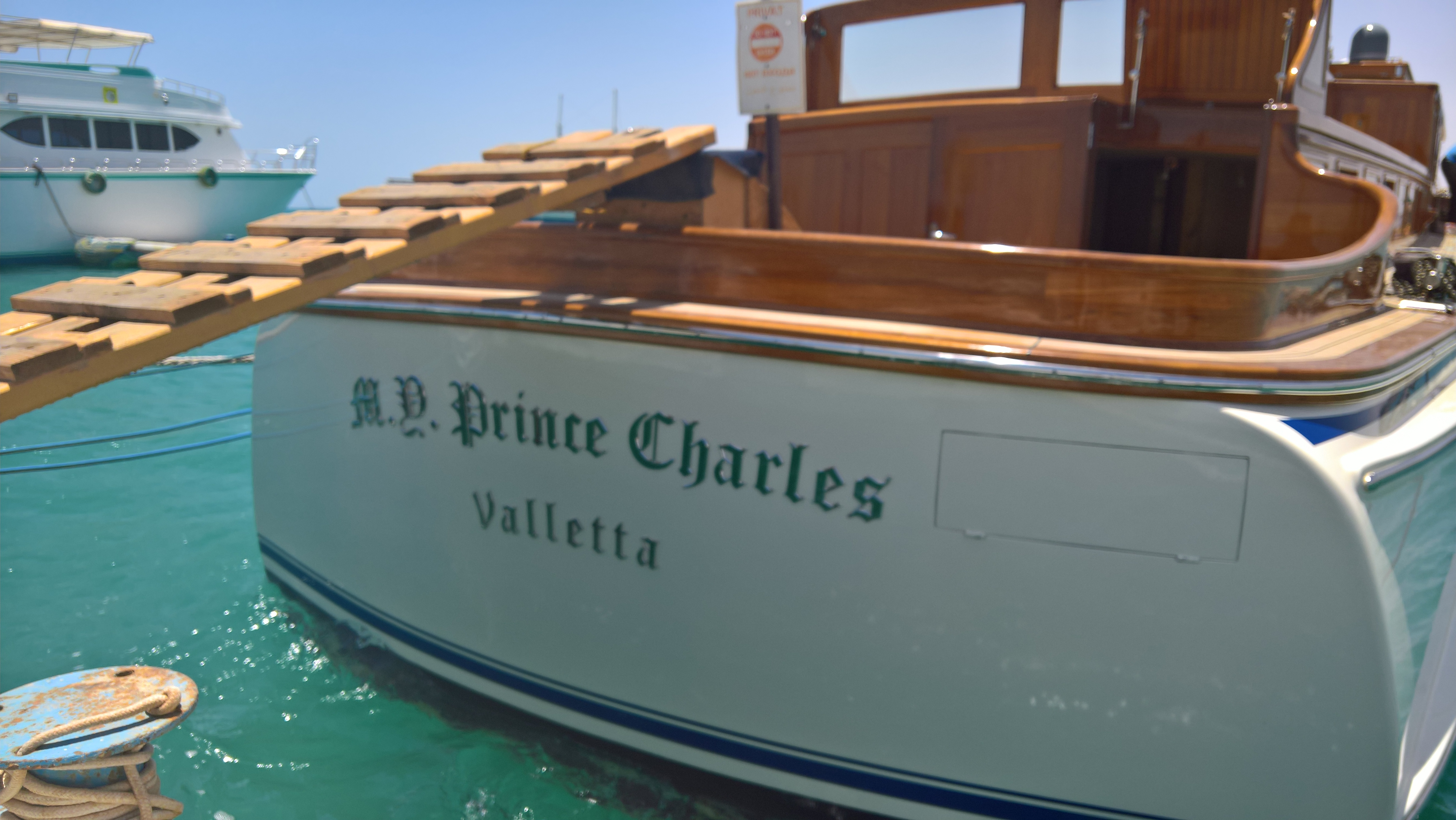
M.Y. Prince Charles, el-Guna (1. Juni 2017)

Die Motoryacht liegt seit Juni 2017 in der alten Marina von el-Guna und heißt wieder Prince Charles. Als Heimathafen ist am Heckspiegel Valletta angegeben. Zum Zeitpunkt der Aufnahmen im Juni 2017 wurden an Bord Arbeiten durchgeführt. Das letzte AIS-Signal wurde am 9. November 2024 aus dem Hafen von Piräus empfangen.

## Rezeption
- In Helmut Käutners Politthriller Epilog – Das Geheimnis der Orplid von 1950 dient die Carin II als Vorbild für die Yacht Orplid.
- In Helmut Dietls Satire Schtonk! von 1991 wurde ein Nachbau der Carin II als Requisite eingesetzt.
- In der britischen Fernsehserie Hitler zu verkaufen (1991) nach dem gleichnamigen Roman von Robert Harris wurde ebenfalls ein Nachbau der Carin II verwendet.